# Camilla (cantante)
Camilla, pseudonimo di Camilla Lessona (Cuggiono, 1º aprile 1972), è una cantante italiana.

## Biografia
Dopo il diploma al Liceo Artistico Statale di Novara, frequenta la facoltà di Architettura di Milano.
Nel 1994 Michele Violante diventa il suo produttore artistico e con Kynsha, che si occupa degli arrangiamenti vocali e della stessa Camilla, formano il team di lavoro che si occuperà della scrittura e della realizzazione in studio dei brani del suo repertorio.
Nel 1995 firma il suo  primo contratto discografico con la Mercury (in seguito diventata Universal) e pubblica l'album Battiti.
Debutta con il singolo Non c'è ragione, che vede la partecipazione di Paolo Martella (ex Quartiere Latino). Esegue questo brano a Sanremo Giovani 1995, conquistando il diritto a partecipare al Festival di Sanremo 1996. Nell'occasione interpreta la canzone Zerotretresette, che viene inclusa nella riedizione del 1996 del suo primo album Battiti e che si classifica al decimo posto tra le Nuove Proposte.
Camilla ottiene una certa notorietà a livello nazionale, consolidata dall'apparizione al Festival di Sanremo 1997 con il brano Come ti tradirei, che non permette alla cantante di qualificarsi tra i Big e che viene pubblicato solo come singolo, non facendo quindi parte di alcun album.
Nel 1998 partecipa all'album Soulista di Irene Lamedica, interpretando assieme a lei ed a Jasmine il brano Dimmi come fai.
Nel 1999 pubblica per la Epic (Sony Music) il secondo album, Nuova dimora, trainato dal primo singolo Il mio fuoco, cover della nota Upside Down di Diana Ross. Il brano ottiene un buon riscontro radiofonico e viene seguito dalla pubblicazione di altri due singoli, Il mio primo desiderio e Un istante di te.
Nell'insieme il secondo album, sempre prodotto e arrangiato da Michele Violante, si discosta decisamente dal primo, grazie ad un'impronta decisamente più urban e r&b, vicina alle produzioni anglosassoni. L'album vanta un duetto con Tormento, ex membro dei Sottotono, nel brano Balla con me e la collaborazione con Paolo Martella per il testo di Solo un sole.
Nel 2000 Camilla vince il premio come "miglior artista femminile" al Festival della Musica di San Marino, organizzato da Radio Dimensione Suono, e duetta con Platinette nel brano Nell'aria, incluso nel primo album di quest'ultima.
Nel 2008 collabora al brano Corri Corri di Dj T the Thief, insieme a Alberto Maroni Biroldi e Bruno Marino.
A maggio 2011 esce un nuovo singolo digitale, Fly, primo pezzo che Camilla pubblica dopo dodici anni di silenzio. Il brano, cantato in inglese, rivela una svolta decisamente più soul a cui comunque non seguono altri progetti discografici.
A marzo 2024 Camilla debutta come conduttrice radiofonica con il programma “Brown Skin” in onda su Radio Magenta.

## Discografia

### Album
- 1995 - Battiti
- 1996 - Battiti (ristampa del primo album)
- 1999 - Nuova dimora

### Singoli
- 1995 - Non c'è ragione
- 1996 - Zerotretresette
- 1996 - Battiti
- 1997 - Come ti tradirei
- 1999 - Il mio fuoco
- 1999 - Il mio primo desiderio
- 2000 - Un istante di te
- 2011 - Fly